# Schwarzer Zwergwels

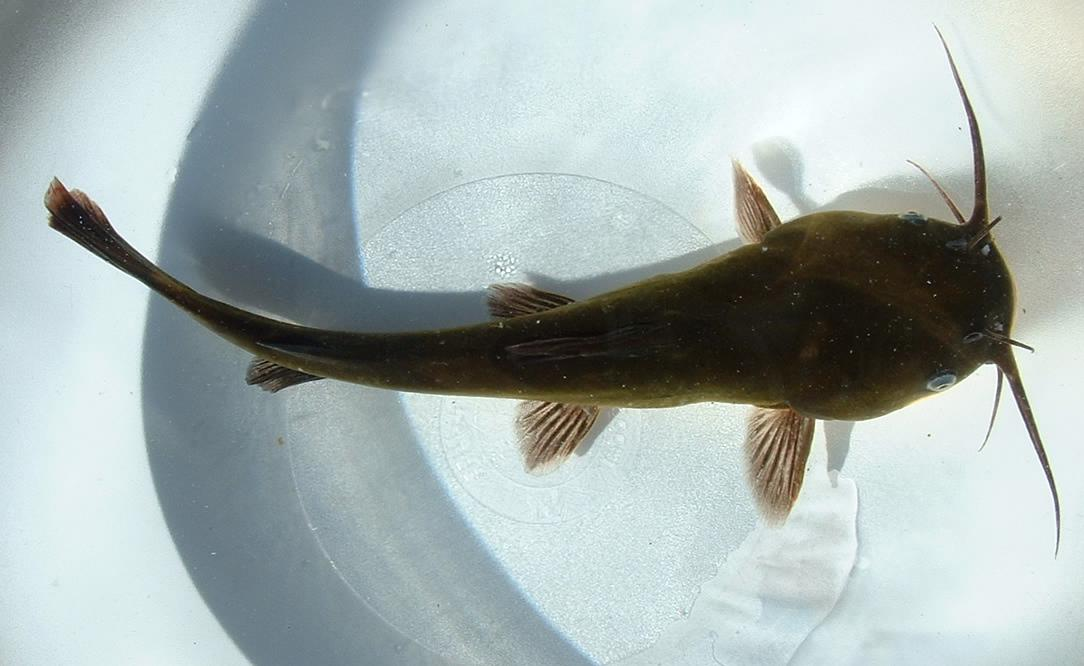
Schwarzer Zwergwels

Der Schwarze Zwergwels, auch Schwarzer Katzenwels (Ameiurus melas, Syn.: Ictalurus nebulosus), ist eine Fischart aus der Familie der Katzenwelse (Ictaluridae).

## Merkmale
Schwarze Zwergwelse haben eine schwarzgrüne Oberseite, bei in trübem Wasser lebenden Tieren ist sie aber häufig auch gelbbraun. Die Unterseite ist grau bis weiß.
Die acht Barteln sind wie die Körperoberseite stets dunkel, oft schwarz gefärbt, und nie weiß. Die Zahl der Kiemenreusendornen liegt zwischen 15 und 19.
Der erste Strahl der Brustflossen ist schwach gesägt. Die Afterflosse hat 17–21 Flossenstrahlen; sie ist kurz und abgerundet, die Haut zwischen den Strahlen ist dunkel.
Schwarze Katzenwelse haben lange scharfe Stacheln am Vorderrand ihrer Rücken- und Brustflossen. Fühlen sie sich bedroht, so stellen sie diese auf und arretieren sie. Dadurch können sie von Raubfischen nur schwer verschluckt werden, sodass sie nur wenige natürliche Feinde haben. (Jungtiere werden aber von Raubfischen und manchmal auch von Schildkröten gefressen.)
Ausgewachsene Schwarze Katzenwelse werden im Mittel meist nur etwa 25 bis 35 Zentimeter lang und wiegen weniger als 400 Gramm. Die Höchstlänge liegt bei 66 Zentimetern, das Höchstgewicht bei mindestens bis 3,62 Kilogramm.
Die meisten Schwarzen Zwergwelse werden nicht älter als drei Jahre, einige erreichen aber auch ein Alter von vier bis fünf Jahren. In diesem Alter wiegen sie meist noch weniger als ein Pfund. Manche Individuen werden jedoch auch über zehn Jahre alt und acht Pfund schwer. Das höchste veröffentlichte Alter eines Schwarzen Katzenwelses liegt bei zehn Jahren.

## Verbreitung
Der Schwarze Zwergwels kommt im mittleren Westen der Vereinigten Staaten und Süd-Kanadas, über die Ebenen vom Westrand der Appalachen bis zum Ostrand der Rocky Mountains, von Saskatchewan und Manitoba im Norden bis Süd-Texas und New Mexico im Süden (52°N - 26°N) vor.
Durch den Menschen wurde er weiter verbreitet.
So wurde er in Nordamerika im Gebiet westlich der Rocky Mountains von British Columbia und Alberta im Norden bis Mexiko im Süden in zahlreiche Gewässer eingesetzt, darunter auch in Gewässer im Hochland (zum Beispiel in Arizona, Nevada, Idaho).
Auch in Europa wurde er in vielen Ländern ausgesetzt, beispielsweise in Deutschland, der Schweiz, den Niederlanden, in Großbritannien, Italien, Frankreich, Spanien und Russland. In einigen seiner neuen Lebensräume hat er einen äußerst negativen Einfluss. In Teilen Ostdeutschlands gilt er als zerstörerischer Invasor. Durch seine unkontrollierte Vermehrung ist er dort ein hauptsächlicher Grund für den Rückgang einheimischer Fischpopulationen.
Schwarze Zwergwelse leben in Bächen und Flüssen, in schwacher Strömung über weichem Untergrund, in Gumpen, Kolken, Altwässern, sowie in Weihern, Teichen und Stauseen.
Der Schwarze Zwergwels ist 2022 in die Liste invasiver gebietsfremder Arten von unionsweiter Bedeutung für die Europäische Union aufgenommen worden.

## Ernährung
Erwachsene Schwarze Zwergwelse sind Allesfresser. Sie gehen überwiegend nachts und am Gewässergrund auf Nahrungssuche. Dort fressen sie verschiedenste lebende und tote Pflanzen und Tiere. Einen großen Teil der Nahrung bilden zumeist wasserlebende Kerbtier-Larven und Krebstiere, daneben fressen sie unter anderem auch Egel, Muscheln, Schnecken, Fische und Pflanzenmaterial. Jungfische fressen zunächst fast ausschließlich Krebstiere, später hauptsächlich Kerf- bzw. Insektenlarven, Egel und Krebstiere.

## Fortpflanzung
Schwarze Zwergwelse laichen im späten Frühling oder frühen Sommer. In dieser Zeit höhlen sie Nester bzw. Laichgruben in schlammige Böden und laichen in sie ab. Der goldgelbe Laich wird von beiden Eltern bewacht, sie betreiben also echte Brutpflege. Dabei wechseln sich die Eltern wohl teilweise ab, das heißt, oft ist nur ein Elter am Nest, aber einer ist es stets. Nach vier bis sechs Tagen schlüpfen die Jungen. Die Brütlinge bilden Schulen, welche sich klumpig anordnen, und die von ihren Eltern behütet werden, bis die Jungfische ungefähr 2,5 cm bis 3 cm lang sind. Der Schwarze Katzenwels vermehrt sich relativ schnell. Eine Verdopplung der Population dauert wahrscheinlich nur etwa 1,4 – 4,4 Jahre.

## Nutzung
Schwarze Katzenwelse werden auch kommerziell gefangen und wurden wohl zu diesem Zwecke auch in viele europäische Gewässer ausgesetzt. Sie werden auch in kommerzieller Aquakultur gehalten und für den Verzehr gezüchtet. Gerade in den Südstaaten – hier besonders Mississippi – ist die Aquakultur dieser und verwandter Arten wirtschaftlich bedeutend.
Katzenwelse können mit einer Reihe verschiedener Köder geangelt werden, insbesondere sind Würmer geeignet. Sie beißen auch häufig an Ködern an, die für andere Fische ausgelegt wurden. Auch eine menschliche Hand - bzw. ein menschlicher Unterarm - ist als „Köder“ geeignet, was sich das Noodling zunutze macht.